# Cephalotes pallidus
Cephalotes pallidus är en myrart som beskrevs av De Andrade 1999. Cephalotes pallidus ingår i släktet Cephalotes och familjen myror. Inga underarter finns listade.